# Джордж, Кайла
Кайла Мари Джордж (англ. Cayla Marie George; урождённая Фрэнсис (англ. Francis); род. 1 мая 1989 года, Маунт-Баркер, Южная Австралия, Австралия) — австралийская профессиональная баскетболистка, выступавшая в женской национальной баскетбольной ассоциации. Выступает в амплуа центровой. Четырёхкратная чемпионка ЖНБЛ (2015, 2016, 2018, 2022), признавалась самым ценным игроком ЖНБЛ (2023) и новичком года ЖНБЛ (2007). В данное время защищает цвета клуба женской национальной баскетбольной лиги «Сидней Флэймз».
В составе национальной сборной Австралии принимала участие в Олимпийских играх 2016 года в Рио-де-Жанейро и Олимпийских играх 2020 года в Токио, стала бронзовым призёром чемпионата мира 2014 года в Турции и чемпионата мира 2022 года в Австралии и серебряным призёром чемпионата мира 2018 года в Испании, стала победительницей Игр Содружества 2018 года в Голд-Косте, чемпионата Океании 2013 года в Австралии и Новой Зеландии, чемпионата Азии 2025 года в Шэньчжэне и стала бронзовым призёром чемпионата Азии 2019 года в Индии и летней Универсиады 2011 года в Шэньчжэне.

## Ранние годы
Кайла Джордж родилась 1 мая 1989 года в небольшом городке Маунт-Баркер (штат Южная Австралия).